# Alam Jaya (Jati Uwung)
Alam Jaya is een bestuurslaag in het regentschap Tangerang van de provincie Banten, Indonesië. Alam Jaya telt 21.551 inwoners (volkstelling 2010).